# 1. deild islandzka w piłce nożnej (2016)
1. deild 2016 (znana jako Inkasso-deild karla ze względów sponsorskich) – 62. edycja 2 poziomu rozgrywek piłki nożnej na Islandii.
Brało w niej udział 12 drużyn, które w okresie od 6 maja do 24 września 2016 rozegrały 22 kolejki meczów. Promocję uzyskały KA i Grindavík.

## Drużyny
| Uczestnicy poprzedniej edycji                                                                                 | Uczestnicy poprzedniej edycji | Uczestnicy poprzedniej edycji | Uczestnicy poprzedniej edycji |
| --- | ----------------------------- | ----------------------------- | ----------------------------- |
| KA | KA Akureyri                   | 3                             |                               |
| ÞÓR | Þór Akureyri                  | 4                             |                               |
| GRI | Grindavík                     | 5                             |                               |
| HAU | Haukar                        | 6                             |                               |
| KFF | Fjarðabyggð                   | 7                             |                               |
| HKÓ | HK                            | 8                             |                               |
| FRA | Fram                          | 9                             |                               |
| SEL | Selfoss                       | 10                            |                               |
| Spadek z Úrvalsdeild                                                                                          |                               |                               |                               |
| LEI | Leiknir                       | 11                            |                               |
| ÍBK | Keflavík                      | 12                            |                               |
| Awans z 2. deild karla                                                                                        |                               |                               |                               |
| HUG | Huginn Seyðisfirði            | 1                             |                               |
| LEF | Leiknir Fáskrúðsfjörður       | 2                             |                               |
| Oznaczenia: - kolumna pierwsza – skróty nazw drużyn, - kolumna trzecia – miejsce zajęte w poprzednim sezonie. |                               |                               |                               |

## Tabela
| Lp. | Drużyna                 | M  | Z  | R  | P  | B+ | B- | +/– | Pkt | Awans lub spadek         |
| --- | ----------------------- | -- | -- | -- | -- | -- | -- | --- | --- | ------------------------ |
| 1   | KA (M, A)               | 22 | 16 | 3  | 3  | 42 | 16 | +26 | 51  | awans do Úrvalsdeild     |
| 2   | Grindavík (A)           | 22 | 12 | 6  | 4  | 50 | 21 | +29 | 42  | awans do Úrvalsdeild     |
| 3   | Keflavík                | 22 | 8  | 11 | 3  | 31 | 20 | +11 | 35  |                          |
| 4   | Þór Akureyri            | 22 | 10 | 3  | 9  | 34 | 38 | −4  | 33  |                          |
| 5   | Haukar                  | 22 | 9  | 4  | 9  | 31 | 35 | −4  | 31  |                          |
| 6   | Fram Reykjavík          | 22 | 8  | 6  | 8  | 25 | 29 | −4  | 30  |                          |
| 7   | Leiknir Reykjavík       | 22 | 8  | 5  | 9  | 21 | 28 | −7  | 29  |                          |
| 8   | Selfoss                 | 22 | 6  | 10 | 6  | 28 | 25 | +3  | 28  |                          |
| 9   | HK                      | 22 | 5  | 7  | 10 | 32 | 45 | −13 | 22  |                          |
| 10  | Leiknir Fáskrúðsfjörður | 22 | 6  | 3  | 13 | 32 | 45 | −13 | 21  |                          |
| 11  | Huginn (S)              | 22 | 5  | 6  | 11 | 20 | 34 | −14 | 21  | spadek do 2. deild karla |
| 12  | Fjarðabyggð (S)         | 22 | 3  | 8  | 11 | 26 | 36 | −10 | 17  | spadek do 2. deild karla |

## Wyniki
| Gospodarz \ Gość        | KFF | FRA | GRI | HAU | HK  | HUG | KA  | KEF | LEF | LER | SEL | ÞÓR |
| ----------------------- | --- | --- | --- | --- | --- | --- | --- | --- | --- | --- | --- | --- |
| Fjarðabyggð             |     | 2–1 | 2–2 | 1–2 | 4–4 | 1–2 | 1–4 | 2–2 | 2–2 | 1–1 | 0–0 | 2–3 |
| Fram Reykjavík          | 2–1 |     | 0–2 | 1–1 | 2–1 | 2–0 | 1–3 | 1–0 | 3–1 | 2–1 | 1–1 | 2–1 |
| Grindavík               | 1–0 | 0–0 |     | 3–2 | 4–0 | 2–2 | 2–2 | 1–0 | 5–0 | 4–0 | 1–1 | 5–0 |
| Haukar                  | 0–3 | 3–1 | 0–4 |     | 1–1 | 3–0 | 4–1 | 4–3 | 1–0 | 2–1 | 1–1 | 3–2 |
| HK                      | 0–0 | 2–0 | 2–1 | 1–1 |     | 1–1 | 2–4 | 1–1 | 2–7 | 2–1 | 0–3 | 1–2 |
| Huginn                  | 1–0 | 0–1 | 0–1 | 1–0 | 0–4 |     | 1–0 | 0–0 | 0–2 | 0–1 | 3–3 | 1–2 |
| KA                      | 2–0 | 3–0 | 2–1 | 0–1 | 2–0 | 2–1 |     | 1–1 | 4–0 | 3–1 | 1–0 | 1–0 |
| Keflavík                | 2–1 | 2–2 | 2–0 | 1–0 | 3–2 | 0–0 | 0–0 |     | 4–0 | 0–0 | 3–0 | 2–2 |
| Leiknir Fáskrúðsfjörður | 0–1 | 3–2 | 1–4 | 4–0 | 0–0 | 2–4 | 0–1 | 2–3 |     | 1–0 | 1–1 | 3–2 |
| Leiknir Reykjavík       | 0–0 | 2–1 | 0–3 | 1–0 | 4–1 | 1–1 | 0–2 | 0–0 | 2–1 |     | 0–3 | 2–0 |
| Selfoss                 | 2–1 | 0–0 | 1–1 | 1–0 | 3–4 | 4–1 | 0–2 | 0–0 | 3–2 | 0–1 |     | 0–1 |
| Þór Akureyri            | 3–1 | 0–0 | 4–3 | 4–2 | 2–1 | 2–1 | 0–3 | 1–2 | 1–0 | 1–2 | 1–1 |     |

## Najlepsi strzelcy
| Bramki | Strzelcy                       | Drużyna                 |
| ------ | ------------------------------ | ----------------------- |
| 14     | Alexander Veigar Þórarinsson   | Grindavík               |
| 14     | Gunnar Örvar Stefánsson        | Þór Akureyri            |
| 13     | Hákon Ingi Jónsson             | HK                      |
| 10     | Elfar Árni Aðalsteinsson       | KA                      |
| 10     | Kristófer Páll Viðarsson       | Leiknir Fáskrúðsfjörður |
| 9      | Ivan Bubalo                    | Fram Reykjavík          |
| 9      | Elton Renato Livramento Barros | Haukar                  |
| 8      | Ásgeir Sigurgeirsson           | KA                      |
| 7      | Víkingur Pálmason              | Leiknir Fáskrúðsfjörður |
| 7      | Andri Rúnar Bjarnason          | Grindavík               |
| 7      | Sigurbergur Elísson            | Keflavík                |

Źródło: 